# (31747) 1999 JD83
1999 JD83 (asteroide 31747) é um asteroide da cintura principal. Possui uma excentricidade de 0.17337490 e uma inclinação de 9.14963º.
Este asteroide foi descoberto no dia 12 de maio de 1999 por LINEAR em Socorro.